# Bajo Aragón
Bajo Aragón (katalan. Baix Aragó, zu dt. Niederaragonien) ist eine Comarca (Verwaltungseinheit) der Autonomen Region Aragonien in Spanien. Sie liegt im Nordosten der Provinz Teruel und hat auf einer Fläche von 1.304,19 km² 28.707 Einwohner (Stand 1. Januar 2022). Die Hauptstadt ist Alcañiz, die größte der 20 zugehörigen Gemeinden.
Die Comarca entstand 2003, als die ursprüngliche Comarca Matarraña in die Comarcas Matarraña, Bajo Aragón und Bajo Aragón-Caspe geteilt wurde. Der Bajo Aragón grenzt im Westen an die Comarcas Bajo Martín und Andorra-Sierra de Arcos, im Norden an Bajo Aragón-Caspe, im Osten an die Comarca Matarraña und im Süden an die Provinz Castellón und die Comarca Maestrazgo.

## Gemeinden
| Gemeinde                 | Einwohner (2024) | Fläche km² | Dichte Einw./km² | Cod INE | Postleitzahl |
| ------------------------ | ---------------- | ---------- | ---------------- | ------- | ------------ |
| Aguaviva                 | 547              | 42,15      | 13               | 44004   | 44566        |
| Alcañiz                  | 16.247           | 472,12     | 34               | 44013   | 44600        |
| Alcorisa                 | 3.234            | 121,20     | 27               | 44014   | 44550        |
| Belmonte de San José     | 135              | 33,96      | 4                | 44038   | 44642        |
| Berge                    | 216              | 42,64      | 5                | 44040   | 44556        |
| Calanda                  | 3.678            | 112,25     | 33               | 44051   | 44570        |
| La Cañada de Verich      | 80               | 10,86      | 7                | 44061   | 44643        |
| Castelserás              | 801              | 31,52      | 25               | 44068   | 44630        |
| La Cerollera             | 77               | 33,75      | 2                | 44077   | 44651        |
| La Codoñera              | 321              | 20,97      | 15               | 44080   | 44640        |
| Foz-Calanda              | 281              | 37,87      | 7                | 44107   | 44579        |
| La Ginebrosa             | 196              | 80,10      | 2                | 44118   | 44643        |
| Mas de las Matas         | 1.225            | 29,99      | 41               | 44145   | 44564        |
| La Mata de los Olmos     | 271              | 23,73      | 11               | 44146   | 44557        |
| Los Olmos                | 117              | 43,97      | 3                | 44173   | 44557        |
| Las Parras de Castellote | 57               | 42,13      | 1                | 44178   | 44566        |
| Seno                     | 38               | 17,85      | 2                | 44212   | 44561        |
| Torrecilla de Alcañiz    | 436              | 26,76      | 16               | 44221   | 44640        |
| Torrevelilla             | 182              | 33,44      | 5                | 44230   | 44641        |
| Valdealgorfa             | 580              | 46,93      | 12               | 44241   | 44594        |
| Comarca Bajo Aragón      | 28.719           | 1.304,19   | 22               | –       | –            |

Die wichtigsten Wirtschaftszweige sind die Industrie und der Anbau von Oliven und Früchten, insbesondere von Pfirsichen.
Zum Kulturerbe der Provinz gehört das architektonische Ensemble der Hauptstadt Alcañiz, zu dem u. a. eine Burg aus dem 12. Jahrhundert, eine Markthalle bzw. Warenbörse (Lonja) im gotischen Stil, das Rathaus im Renaissance-Stil und die barocke Stiftskirche gehören. Einige der Orte – insbesondere Calanda – gehören zur Ruta del Tambor, die für ihre charakteristischen Trommelprozessionen in der Karwoche bekannt ist.
Der bekannteste Sohn der Comarca ist der Filmregisseur Luis Buñuel, der in Calanda geboren wurde.
Die Gemeinden Aguaviva, Belmonte de San José, La Cañada de Verich, La Cerollera, La Codoñera, La Ginebrosa und Torrevelilla sind offiziell zweisprachig spanisch-katalanisch und gehören zur Franja, dem Streifen mit katalanischsprachiger Bevölkerung im Osten Aragoniens, die gleichzeitig das westliche Grenzgebiet des katalanischen Sprachgebietes bildet.